# ترافيس إيشيكاوا
ترافيس إيشيكاوا (بالإنجليزية: Travis Ishikawa)‏ هو لاعب كرة قاعدة أمريكي، ولد في 24 سبتمبر 1983 في سياتل في الولايات المتحدة.

## وصلات خارجية
- ترافيس إيشيكاوا على موقع دوري كرة القاعدة الرئيسي (الإنجليزية)
- ترافيس إيشيكاوا على موقعبيزبول رفرنس.كوم (الدوري الرئيسي) (الإنجليزية)
- ترافيس إيشيكاوا على موقعبيزبول رفرنس.كوم (الدوري الثانوي) (الإنجليزية)
- ترافيس إيشيكاوا على موقع إي إس بي إن.كوم (أم.أل.بي) (الإنجليزية)
- ترافيس إيشيكاوا على موقع مشجعي الرسوم البيانية (الإنجليزية)